# Jeremi Wasiutyński

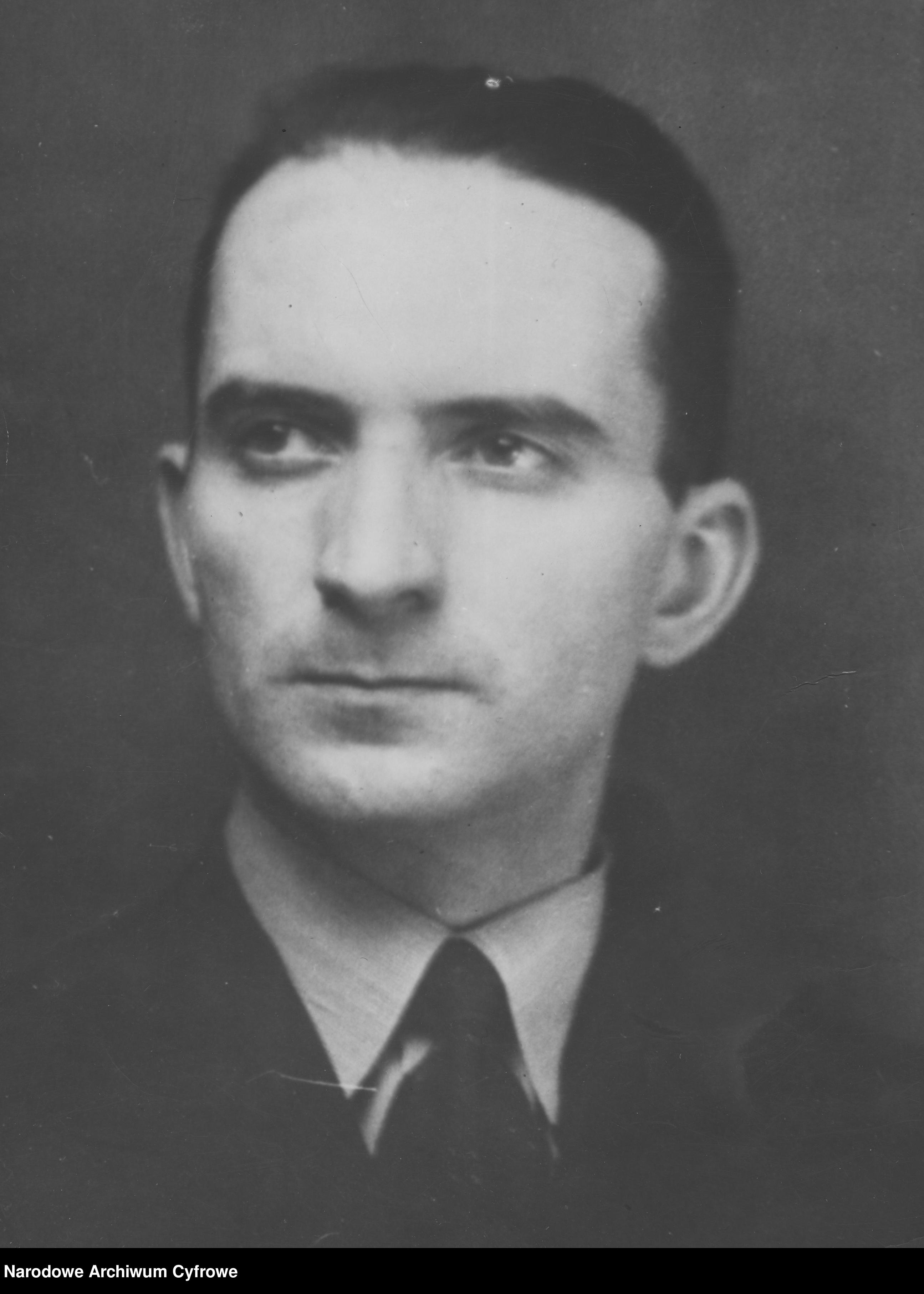
Jeremi Wasiutyński (ok. 1935)

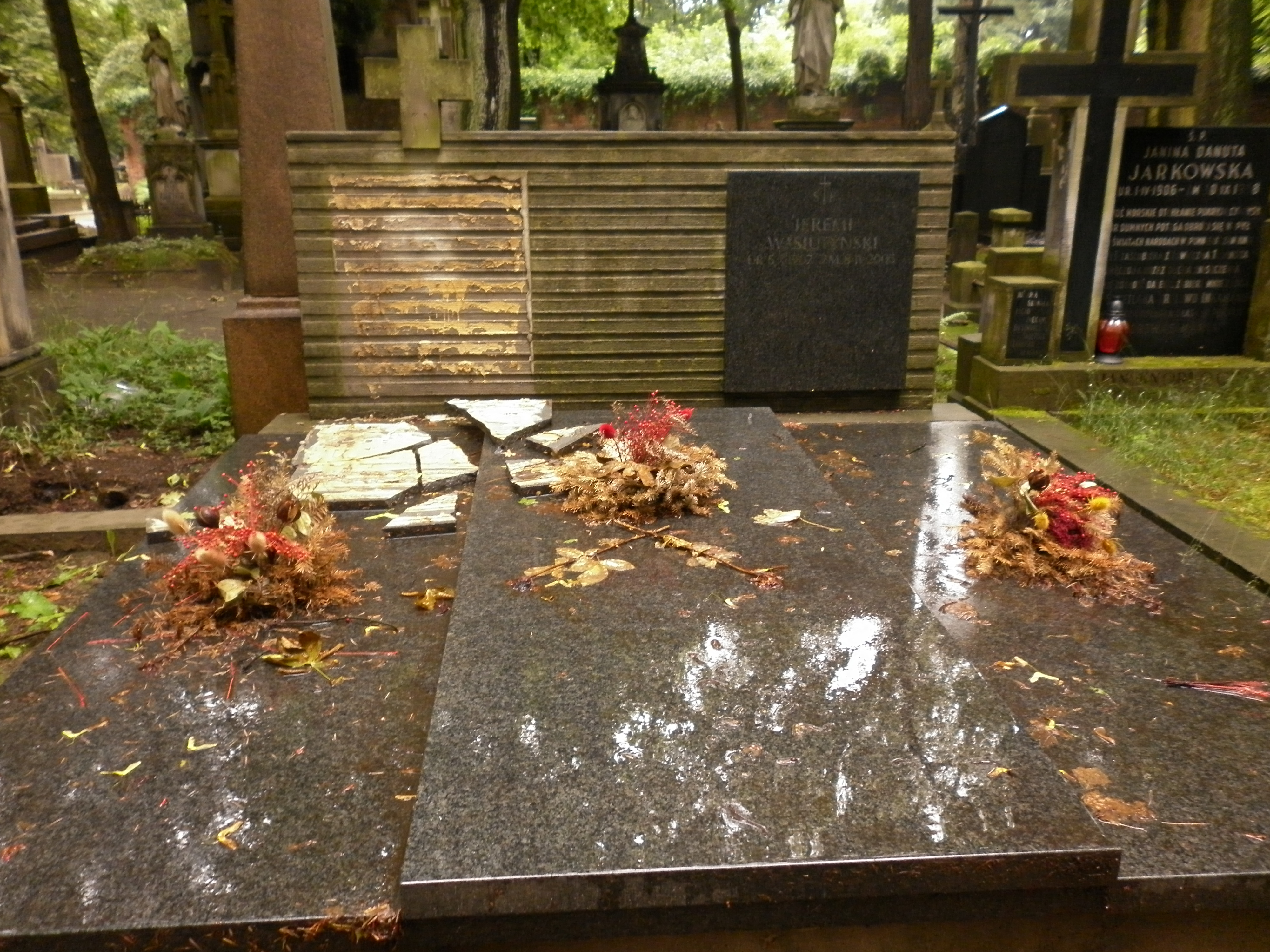
Grób Aleksandra i Jeremiego Wasiutyńskich

Jeremi Maria Franciszek Wasiutyński (ur. 6 października 1907 w Warszawie, zm. 8 kwietnia 2005 w Oslo) – filozof i astrofizyk polski, od 1937 działający w Norwegii.

## Życiorys
Był synem Aleksandra (inżyniera kolejnictwa, profesora Politechniki Lwowskiej i Warszawskiej) i Klotyldy z Romockich, bratem Zbigniewa (inżyniera budowy mostów). Studiował na Uniwersytecie Warszawskim astronomię, matematykę, fizykę, chemię, filozofię i psychologię (w latach 1925–1932). W 1937 wyjechał do Norwegii z zamiarem uzyskania doktoratu; II wojna światowa opóźniła obronę pracy Studium hydrodynamiki i struktury gwiazd i planet do 1948. Pozostał w Norwegii na stałe, nie przyjmując propozycji pracy w Krakowie i Warszawie. Publikował artykuły i eseje w prasie norweskiej i fińskiej, w 1965 uzyskał stałe stypendium naukowe rządu norweskiego, a w 1976 stypendium profesorskie.
Był autorem wielu prac naukowych, zajmował się filozofią i syntezą nauki. W swojej pierwszej książce, wydanej jeszcze w Polsce w 1938 Kopernik.Twórca nowego nieba zajął się m.in. sprawą młodości, wykształcenia i narodowości Mikołaja Kopernika, zwracając uwagę na związki astronoma z kulturą niemiecką i włoską. Książka ta uzyskała nagrodę „Wiadomości Literackich” „za najwybitniejszą książkę polską 1937 roku”. Książka ponownie ukazała się w Polsce w 2007 oraz w Norwegii w 2017.
W latach 1943–1944 wydał popularnonaukową historię świata od powstania Układu Słonecznego w trzech tomach Verden og geniet. Fra solsystemets dannelse til idag (Świat i geniusz. Od powstania Układu Słonecznego do dziś). Za swoje najważniejsze prace, będące owocem dziesiątek lat pracy naukowej i filozoficznej, uważał The Speech of God (2002) oraz The Solar Mystery (2002).

## Wybrane prace
- Kopernik. Twórca nowego nieba (1938, II wydanie polskie 2007, przekład norweski 2017) ISBN 978-83-61201-01-4.
- Verden og geniet. Fra solsystemets dannelse til idag (Świat i geniusz. Od powstania Układu Słonecznego do dziś, 1943–1944)
- Studies in Hydrodynamics & Structure Of Stars and Planets (1946)
- Geniet og det overnaturlige (Geniusz i siły nadprzyrodzone, 1952)
- The dynamic constitution of the outer layer of the sun (1958)
- Universet – skapelse og utvikling (1963)
- Creation: universal and individual: viewed from a turning-point in the history of the earth as a transformation of existence and consciousness: outline of a general theory of all so-called reality. (1996, trzy tomy) ISBN 82-993976-1-8.
- Det kosmiske drama og drommer om den kongelige vei pa terskelen til en ny tid (Kosmiczny dramat i marzenia o królewskiej drodze u progu nowej ery, 1998) ISBN 82-530-1990-4.
- A Unified View of Reality (2000)
- The Speech of God: From the Meta-Cosmic Beginnings to the Forthcoming Terrestrial Crisis in an Attempt at Human Understanding (2002) ISBN 82-560-1388-5.
- The Solar Mystery. An Inquiry Into the Temporal and the Eternal Background of the Rise of Modern Civilization (2003) ISBN 82-560-1407-5.